# Багоян, Рафаэль Андраникович
Рафаэ́ль Андрани́кович Багоя́н (арм. Ռաֆաել Բագոյան; 25 марта 1948, Баку, Азербайджанская ССР — 16 ноября 2022) — армянский государственный деятель.

## Биография
- 1957—1967 — Ереванская средняя школа № 35.
- 1968—1973 — архитектурно-строительный факультет Ереванского политехнического института. Архитектор-строитель-технолог.
- 1973—1990 — работал в управлении архитектуры и планирования исполкома Ереванского горсовета инженером, главным инженером, ассистентом главного архитектора, одновременно контролировал работы комиссии по разработке проблем градостроительства.
- 1990 — был избран членом Верховного совета Армянской ССР, а в 1991 — префектом общины Эребуни (г. Ереван).
- 1993—1995 — государственный министр Армении.
- 1995—1996 — министр социального обеспечения, миграции населения и по делам беженцев Армении.
- 1996—1997 — председатель центральной комиссии правительства по гуманитарной помощи.
- 1993—1997 — сотрудничал с ООН в Армении, был представителем Европейского экономического сообщества, USAID, TASIS, AAF и числа других международных организаций.
- С октября 1997 — председатель правления армянского союза потребительских обществ и инициатор перестройки, демократизации всей системы.
- С 1999 — контролировал совет национального управления «Развитием и демократией в сотрудничестве потребителя Кавказской области».

Умер 16 ноября 2022 года.